# Diecéze Verona
Diecéze Verona (latinsky Dioecesis Veronensis) je římskokatolická diecéze v italské oblasti Benátsko, která tvoří součást Církevní oblasti Triveneto. Je sufragánní vůči benátskému patriarchátu.

## Stručná historie
Tradice mluví o veronské církvi již ve 3. století, nejznámější světec je biskup Svatý Zeno (4. stol.). Diecéze vždy spadala pod aquilejský patriarchát; po jeho zrušení v roce 1751 se stala součástí provincie Arcidiecéze Udine, až v roce 1818 byla podřízena Benátskému patriarchátu.